# Vysoká Pec (Chomutovi járás)
Vysoká Pec település Csehországban, Chomutovi járásban. Vysoká Pec Most, Horní Jiřetín, Boleboř, Jirkov, Vrskmaň és Nová Ves v Horách településekkel határos. Lakosainak száma 1174 fő (2024. január 1.).

## Népesség
A település lakosságának változását az alábbi diagram mutatja:
| Lakosok száma | 1626 | 2083 | 2895 | 2272 | 735  | 985  | 1062 | 1058 | 1063 | 1174 |
|               | 1869 | 1900 | 1921 | 1961 | 1980 | 2011 | 2016 | 2019 | 2021 | 2024 |